# Kasper D. Borch
Kasper D. Borch (født 28. september 1973 i Aarhus) er en dansk journalist. Han modtog Cavlingprisen i 2001.